# Stocka
Stocka est une localité de Suède dans la commune de Nordanstig située dans le comté de Gävleborg.
Sa population était de 363 habitants en 2019.